# Азимово
Ази́мово (тат. Әҗем) — деревня в Апастовском районе Республики Татарстан, в составе Альмендеровского сельского поселения.

## География
Деревня находится в Предволжье на левом склоне долины реки Сухая Улема, в 16 км к северо-востоку районного центра — посёлка городского типа Апастово.

## История
Основание деревни относят ко второй половине XVI века.
В «Списке населенных мест по сведениям 1859 года», изданном в 1866 году, населённый пункт упомянут как казённая деревня Азимово 1-го стана Тетюшского уезда Казанской губернии. Располагалась при речке Азимовке, по левую сторону Казанского торгового тракта, в 38 верстах от уездного города Тетюши и в 25 верстах от становой квартиры в казённом селе Новотроицкое (Сюкеево). В деревне в 97 дворах жили 480 человек (246 мужчин и 234 женщины). Была мечеть.

## Население
| 1859 | 1897 | 1908 | 1926 | 1938 | 1949 | 1958 | 1970 | 1979 | 1989 | 2002 | 2010 | 2015 |
| ---- | ---- | ---- | ---- | ---- | ---- | ---- | ---- | ---- | ---- | ---- | ---- | ---- |
| 480  | 899  | 1045 | 490  | 446  | 320  | 333  | 367  | 314  | 249  | 211  | 169  | 145  |

Национальный состав
Согласно результатам переписи 2002 года, в национальной структуре населения села татары составляли 100% из 211 человек.

## Экономика
В деревне действует сельскохозяйственное предприятие ООО «СХП "СВИЯГА"».

## Инфраструктура
Детский сад, клуб, фельдшерско-акушерский пункт. В деревне 5 улиц. Через село проходит автомобильная дорога регионального значения "Казань - Ульяновск" - Старое Барышево - Камское Устье" - Альмендерово - Малые Болгояры.

## Религия
Мечеть (возведена в 1995 году).